# Tommy Tutone
Tommy Tutone är en amerikansk powerpop-/rockgrupp som var som mest aktiv i början av 1980-talet. De är mest kända för låten "867-5309/Jenny" från 1982, som hamnade på fjärde plats på Billboard Hot 100.

## Diskografi
Studioalbum
| År   | Album            | Lista      | Topp |
| ---- | ---------------- | ---------- | ---- |
| 1980 | Tommy Tutone     | Pop Albums | 68   |
| 1982 | Tommy Tutone 2   | Pop Albums | 20   |
| 1983 | National Emotion | Pop Albums | 179  |
| 1996 | Nervous Love     | Pop Albums | NA   |
| 1998 | Tutone.rtf       | Pop Albums | NA   |
| 2011 | A Long Time Ago  | Pop Albums | NA   |

Singlar
- 1980 – "Angel Say No" / "The Blame"
- 1981 – "Which Man Are You"
- 1981 – "867-5309/Jenny" / "Not Say Goodbye"
- 1983 – "Get Around Girl" / "Imaginary Heart"

Samlingsalbum
- 1997 – Tommy Tutone / Tommy Tutone-2
- 2003 – 867-5309/Jenny